# Radical 10

Le radical 10 (儿) qui signifie jambes est un des 214 radicaux de Kangxi.
Son Unicode est 513F.

## Caractères avec le radical 10
| Trait                       | Caractères           |
| --------------------------- | -------------------- |
| Sans traits supplémentaires | 儿                   |
| 1 trait supplémentaire      | 兀                   |
| 2 traits supplémentaires    | 允 兂 元             |
| 3 traits supplémentaires    | 兄                   |
| 4 traits supplémentaires    | 充 兆 兇 先 光 兊 尧 |
| 5 traits supplémentaires    | 克 兌 兎 兏 児 兑    |
| 6 traits supplémentaires    | 免 兒 兓 兔 兕 兖    |
| 7 traits supplémentaires    | 兗 兘 兙             |
| 8 traits supplémentaires    | 党 兛                |
| 9 traits supplémentaires    | 兜 兝 兞             |
| 10 trait supplémentaire     | 兟 兠                |
| 11 traits supplémentaires   | 兡                   |
| 12 traits supplémentaires   | 兢                   |
| 14 traits supplémentaires   | 兣                   |
| 19 traits supplémentaires   | 兤                   |